# Human Genome Organisation
Міжнародна організація з вивчення геному людини (англ. The Human Genome Organisation, HUGO) — організація, створена в рамках проєкту проєкту «Геном людини». HUGO була створена в 1989 році як міжнародна організація, перш за все для стимулювання співпраці між генетиками в усьому світі. З моменту утворення в HUGO увійшли 220 вчених з різних країн, у тому числі п'ять радянських біологів. З 2013 року президентом організації є грецький генетик Стіліанос Антонаракіс.

## Історія
Історично вважають  1988 рік початком заснування HUGO
Від самого початку робіт по геномному проєкту була вироблена домовленість про відкритість і доступність всієї одержуваної інформації для його учасників незалежно від їх вкладу та державної приналежності. Всі 23 хромосоми людини були поділені між країнами-учасницями.
Радянські вчені повинні були дослідити структуру 3-ї і 19-ї хромосом. Однак, у зв'язку з політичною обстановкою в СРСР і подальшим його розпадом фінансування цих робіт було урізано, і реальної участі в секвенуванні вітчизняні вчені не брали.

## Мета
На сьогоднішній день цілями досліджень HUGO є:
- Дослідження природи, структури, функцій і взаємодій генів, геномних елементів і геному людини, а також встановлення взаємозв'язку між генами і відповідними захворюваннями;
- Вивчення природи, розподілу і еволюції генетичних варіацій в організмі людини і в інших організмах;
- Встановлення взаємозв'язку між генетичними змінами і навколишнім середовищем, вивчення генетичних особливостей різних народів і розробка методів діагностики, лікування і профілактики генетичних захворювань;
- Розвиток співпраці, поширення інформації та координація діяльності в областях протеоміки, біоінформатики, моделювання біологічних систем, а також в галузі медичних наук.